# L’Armentera
L’Armentera település Spanyolországban, Girona tartományban. L’Armentera L'Escala, Sant Pere Pescador és Ventalló községekkel határos. Lakosainak száma 1070 fő (2024).

## Népesség
A település népessége az elmúlt években az alábbi módon változott:
| Lakosok száma | 299  | 839  | 991  | 1003 | 737  | 738  | 855  | 901  | 930  | 1070 |
|               | 1717 | 1887 | 1936 | 1960 | 1986 | 2004 | 2009 | 2014 | 2019 | 2024 |